# Bell Challenge 1997 - Doppio
Il doppio del Bell Challenge 1997 è stato un torneo di tennis facente parte del WTA Tour 1997.
Debbie Graham e Brenda Schultz erano le detentrici del titolo, ma hanno partecipato con partner differenti, la Graham con Mariaan de Swardt e la Schultz-McCarthy con Rebecca Jensen.
La Jensen e la Schultz-McCarthy hanno perso nel 1º turno contro Patricia Hy-Boulais e Chanda Rubin.
La de Swardt e la Graham hanno perso in semifinale contro Alexandra Fusai e Nathalie Tauziat.
Lisa Raymond e Rennae Stubbs hanno battuto in finale 6–4, 5–7, 7–5 Alexandra Fusai e Nathalie Tauziat.

## Teste di serie
1. Lisa Raymond /  Rennae Stubbs (campionesse)
2. Alexandra Fusai /  Nathalie Tauziat (finale)
3. Amy Frazier /  Rika Hiraki (quarti di finale)
4. Patricia Hy-Boulais /  Chanda Rubin (semifinali)

## Tabellone

### Legenda
| - Q = Qualificato - WC = Wild card - LL = Lucky loser | - ALT = Alternate - SE = Special Exempt - PR = Protected Ranking | - w/o = Walkover - r = Ritirato - d = Squalificato |